# Frank McRae
Frank McRae (Memphis, Tennessee, 18 de marzo de 1941-Santa Mónica, 29 de abril de 2021) fue un actor de cine y televisión estadounidense. Antes de iniciar su carrera como actor, McRae se desempeñó como jugador de fútbol americano en la NFL.

## Biografía

### Primeros años
McRae nació en Memphis, Tennessee. Se graduó en la Universidad Estatal de Tennessee en historia y artes dramáticas. Se desempeñó como tackleador para el equipo Chicago Bears en la temporada de 1967 de la NFL, apareciendo en seis juegos.

### Carrera
Entre sus roles más famosos en cine destacan Reed Youngblood en Dillinger (1973); un capitán de policía en 48 Hrs. (1982), Bart Cooper en Hostage Flight (1985), Last Action Hero (1993) y Loaded Weapon 1 (1993); el profesor Teasdale en Red Dawn (1984); Sharkey, amigo del agente James Bond en Licence to Kill (1989) y Harry Noble en *batteries not included (1987). También apareció junto a Sylvester Stallone en cuatro películas; F. I. S. T. (1978), Paradise Alley (1978), Rocky II (1979) y Lock Up (1989).
Falleció el 29 de abril de 2021, a los 80 años, de un ataque cardíaco.

## Filmografía seleccionada
| Año  | Título                      | Papel               | Notas         |
| ---- | --------------------------- | ------------------- | ------------- |
| 1972 | Cool Breeze                 | Barry               | No acreditado |
| 1973 | Shaft in Africa             | Osiat               |               |
| 1973 | Dillinger                   | Reed Youngblood     |               |
| 1974 | Bank Shot                   | Hermann X           |               |
| 1975 | Hard Times                  | Hammerman           |               |
| 1975 | Walking Tall Part 2         | Steamer Riley       |               |
| 1976 | Pipe Dreams                 | Moose               |               |
| 1976 | Tracks                      | Train Coachman      |               |
| 1978 | F.I.S.T.                    | Lincoln Dombrowsky  |               |
| 1978 | Big Wednesday               | Sergeant            |               |
| 1978 | The End                     | Male Nurse          |               |
| 1978 | Paradise Alley              | Big Glory           |               |
| 1979 | Norma Rae                   | James Brow          |               |
| 1979 | Rocky II                    | Carnicero           |               |
| 1979 | 1941                        | Ogden Johnson Jones |               |
| 1980 | City in Fear                | Madison             |               |
| 1980 | Used Cars                   | Jim                 |               |
| 1982 | Cannery Row                 | Hazel               |               |
| 1982 | 48 Hrs.                     | Haden               |               |
| 1983 | National Lampoon's Vacation | Grover              |               |
| 1984 | Red Dawn                    | Teasdale            |               |
| 1985 | Hostage Flight              | Bart Cooper         |               |
| 1987 | *batteries not included     | Harry Noble         |               |
| 1989 | Farewell to the King        | Tenga               |               |
| 1989 | Licence to Kill             | Sharkey             |               |
| 1989 | Lock Up                     | Eclipse             |               |
| 1989 | The Wizard                  | Spankey             |               |
| 1990 | Another 48 Hrs.             | Haden               | No acreditado |
| 1993 | Loaded Weapon 1             | Doyle               |               |
| 1993 | Last Action Hero            | Dekker              |               |
| 1994 | Lightning Jack              | Doyle               |               |
| 1997 | The Killing Jar             | Bernie Morris       |               |
| 1998 | Mr. P's Dancing Sushi Bar   | Bruce McFee         |               |
| 1999 | Hijack                      | Roger Tate          |               |
| 2000 | One Hell of a Guy           | Moe                 |               |
| 2000 | G-Men from Hell             | Lester              |               |
| 2005 | Love's Long Journey         | Cookie              |               |
| 2006 | Love's Abiding Joy          | Cookie              |               |